# Thranius fryanus
Thranius fryanus là một loài bọ cánh cứng trong họ Cerambycidae.